# Dábik
Dábik (arabsky: دابق;anglicky: Dabiq) je město v severní Sýrii, 40 kilometrů severovýchodně od Aleppa a asi 10 kilometrů jižně od hranic Turecka. Podle tohoto města byl pojmenován propagandistický časopis Islámského státu.

## Historie
Město je zmiňováno v jednom z hadítů, výroků proroka Mohameda, který je vykládán tak, že se Dábik stane místem bitvy mezi útočícími křesťanskými armádami a muslimskými obránci, která označí začátek konce časů.
Roku 1516 bylo město místem rozhodující bitvy v níž Osmanská říše drtivě porazila Mamlúcký sultanát.

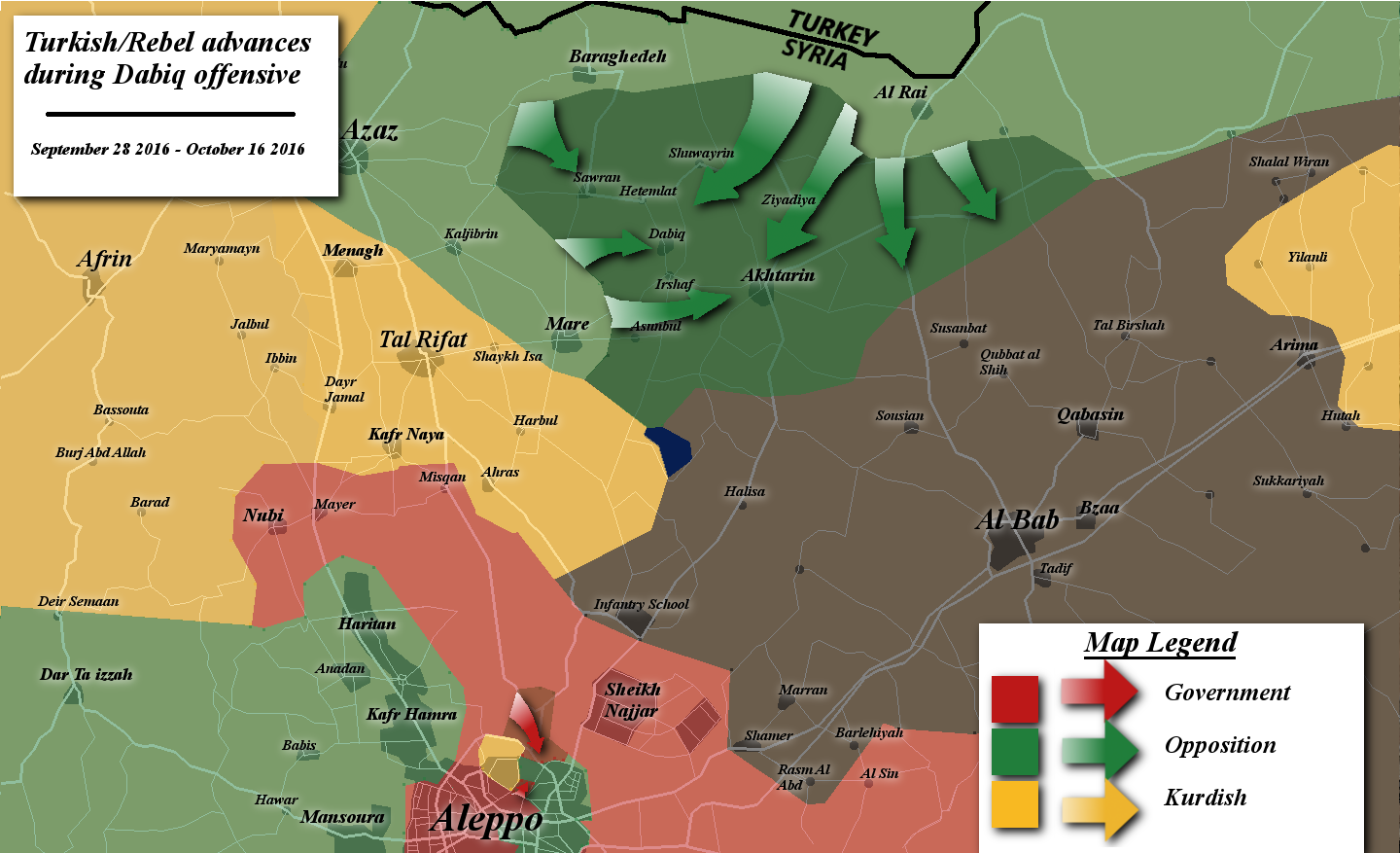
Schéma vojenské operace FSA a turecké armády k dobytí Dábiku a zkrácení frontové linie.

V srpnu 2014 oblast kolem města obsadil samozvaný Islámský stát, který podle města pojmenoval svůj propagandistický internetový časopis. 16. října 2016 bylo město dobyto jednotkami Svobodné syrské armády podporovanými tureckými ozbrojenými silami.